# Памятники воинам-железнодорожникам
Па́мятники во́инам-железнодоро́жникам — памятники, посвящённые работникам Московской железной дороги, принимавшим участие в боевых действиях во время Великой Отечественной войны.

## Список памятников воинам-железнодорожникам
| Дата установки       | Адрес | Скульптор                  | Архитектор                  | Материал             | Описание |
| -------------------- | --- | -------------------------- | --------------------------- | -------------------- | --- |
| 1954 год             | Большая Черкизовская улица, дом 125                                                                        | Нет информации             | Нет информации              | Гранит, позолота     | Плита, в верхней части которой высечена надпись: «Вечная слава спортсменам-железнодорожникам, героически погибшим в боях за нашу Родину в Великой Отечественной войне 1941—1945 гг.», а слева от неё — пятиконечная звезда и лавровая ветвь. Ниже выгравирован список семнадцати погибших спортсменов-железнодорожников с указанием их спортивных и почётных званий. Стела является частью мемориального комплекса, в который также входит памятник партизанке-разведчице лыжнице Любови Кулаковой. В 2004 году был реконструирован. |
| 9 мая 1967 года      | Деповская улица, дом 3, возле локомотивного депо «Ховрино»                                                 | Художник депо Ю. А. Волков | Нет                         | Белый и серый мрамор | Обелиск с изображением красной звезды и золотыми цифрами «1941—1945». Позади стелы размещена плита с высеченными изображением Вечного огня, надписью «Они отдали жизнь за Родину» и списком имён двадцати погибших. Мемориал создавался на средства работников. В 2018 году депо было снесено. |
| 23 августа 1967 года | Нижняя улица, дом 7, в сквере перед мастерскими локомотивного депо имени Ильича возле Белорусского вокзала | Сергей Конёнков            | Нет                         | Белый мрамор         | Обелиск и скульптура женщины с маленьким сыном. Стела увенчана золотой звездой, у подножья размещена солдатская каска, в центре высечена эмблема железнодорожников и надпись: «Вечная слава героям, павшим в боях за свободу и независимость нашей Родины. Работникам депо имени Ильича, погибшим в Великой Отечественной войне 1941—1945 годов». Мемориал был создан по инициативе и на средства рабочих-железнодорожников. |
| 9 мая 1980 года      | Михалковская улица, дом 56, локомотивное депо «Лихоборы»                                                   | Дмитрий Антонович Поляков  | Сергей Георгиевич Дёминский | Гранит               | Обелиск с высеченными портретом советского солдата, надписью: «Слава воинам-героям локомотивного депо Лихоборы, павшим в боях за свободу и независимость нашей Родины в Великой Отечественной войне 1941—1945 гг.», а также списком восемнадцати погибших железнодорожников. |
| 7 мая 2010 года      | Улица Буракова, дом 8, локомотивное депо «Москва-Сортировочная»                                            | Нет информации             | Нет информации              | Нет информации       | Монумент установлен по инициативе работников депо и представляет собой обелиск, на котором золотыми буквами выгравирована надпись: «Железнодорожникам погибшим в годы Великой Отечественной войны 1941—1945». Стелу венчает звезда, а у подножья находится закрытый Вечный огонь. |
| 5 мая 2011 года      | Рижская площадь, дом 1, станция Москва-Рижская, Музей натурной железнодорожной техники                     | Салават Щербаков           | Нет                         | Гранит, бронза       | Стела, на которой высечены имена сорока Героев Советского Союза, шестнадцати полных кавалеров Ордена Славы, семи Героев социалистического труда. Она увенчана орденом «Победа», обрамлённым бронзовым венком славы. На обратной стороне обелиска изображены локомотивы и составы, движущиеся по рельсам. В основании памятника заложена капсула с землёй, которая доставлена из всех регионов Московской железной дороги: Брянского, Орловско-Курского, Тульского, Смоленского, Московско-Рязанского, Московско-Смоленского, Московско-Курского, что является символом единства поколений, преемственности, верности лучшим традициям столичных железнодорожников. На церемонии открытия присутствовали: начальник Московской железной дороги Владимир Молдавер, вице-президент ОАО «Российских железных дорог» Вадим Морозов, председатель Центрального Совета ветеранов войны и труда железнодорожного транспорта России Николай Гром, губернатор Орловской области Александр Козлов, представители руководства РЖД и профсоюза железнодорожников. |
| 2015 год             | 2-й Амбулаторный проезд, дом 8А, паровозное депо «Подмосковная»                                            | Нет информации             | Нет информации              | Нет информации       | Увенчанный звездой монумент с выгравированными именами павших воинов-железнодорожников. В церемонии открытия принимали участие: первый заместитель начальника Московской железной дороги Дмитрий Шулянский, председатель Дорожной территориальной организации профсоюза на МЖД Николай Синицын, а также ветераны-железнодорожники и учащиеся железнодорожного техникума. |
| Нет информации       | Канатчиковский проезд, дом 6, на железнодорожной станции «Канатчиково»                                     | Нет информации             | Нет информации              | Нет информации       | Плита, на которой в верхней части изображён орден Отечественной войны, а в нижней — локомотив. Золотыми буквами высечены девять фамилий погибших работников депо и надпись: «Слава воинам героям железнодорожникам ст. Канатчиково». |

## Галерея

Памятники воинам-железнодорожникам
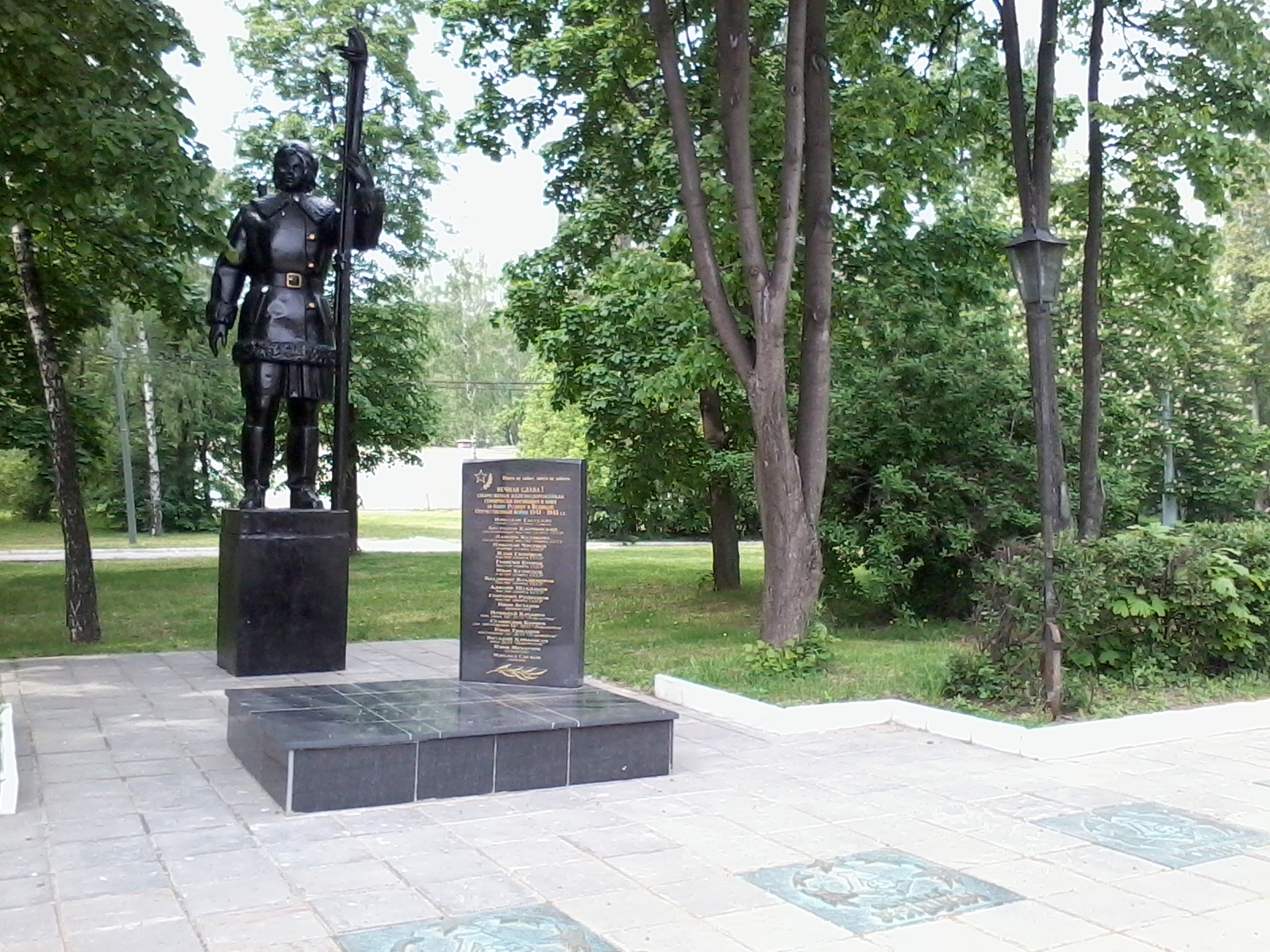
Памятник на Большой Черкизовской улице, 2012
Памятник в депо «Ховрино», 2016
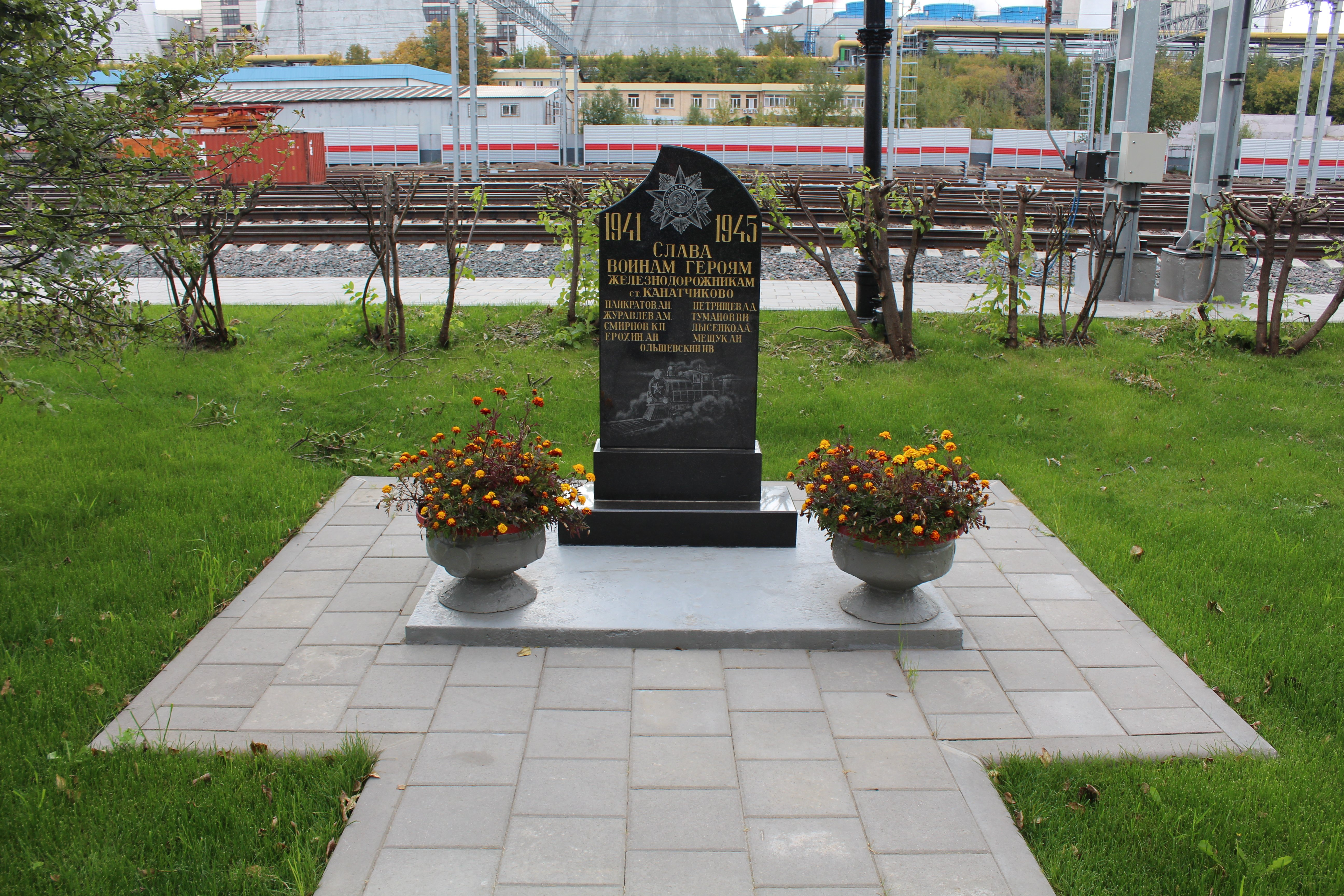
Памятник на железнодорожной станции «Канатчиково», 2015